# Simpang Pino
Simpang Pino is een bestuurslaag in het regentschap Bengkulu Selatan van de provincie Bengkulu, Indonesië. Simpang Pino telt 853 inwoners (volkstelling 2010).